# Igreja Católica no Laos

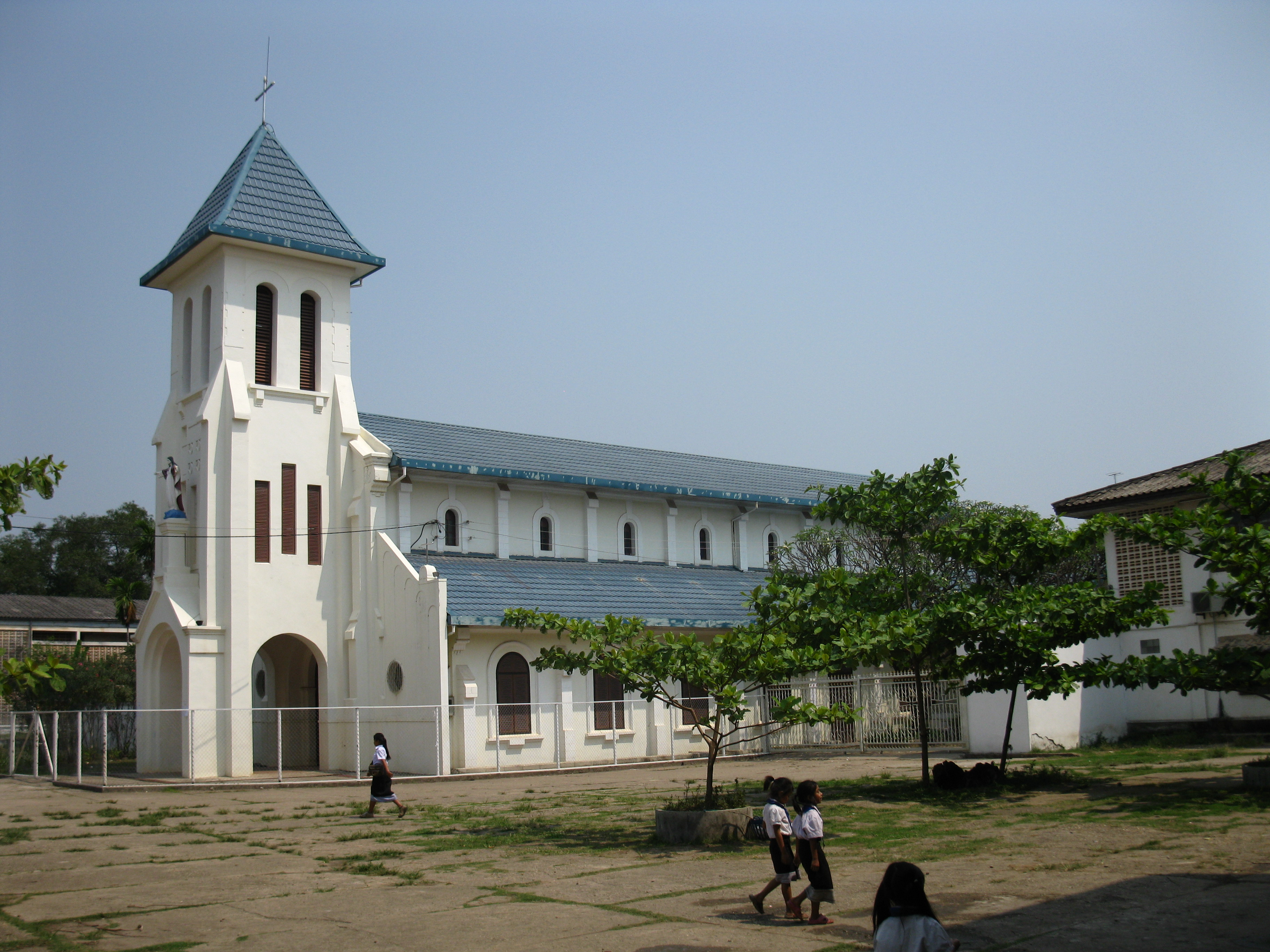
Igreja Católica do Sagrado Coração (pró-catedral, construída em 1928), Vientiane.

A Igreja Católica no Laos faz parte da Igreja Católica mundial, sob a liderança espiritual do papa em Roma.

## Descrição

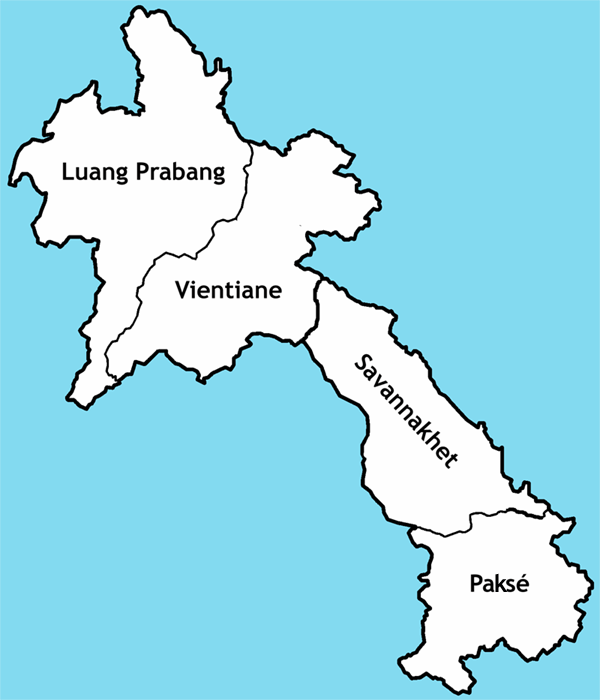
Mapa dos vicariatos apostólicos do Laos.

A Igreja Católica Romana é oficialmente reconhecida pela Lao Front for National Construction (LFNC). O catolicismo romano entrou no Laos pela primeira vez quando o Laos era uma colônia francesa. Existem aproximadamente 45 mil católicos, muitos dos quais são de etnia vietnamita, concentrados nos principais centros urbanos e áreas circunvizinhas ao longo do rio Mekong, nas regiões centro e sul do país. A Igreja Católica tem presença estabelecida em cinco das províncias mais populosas do centro e do sul, e os católicos podem adorar abertamente. As atividades da Igreja Católica são mais circunscritas no norte. São quatro bispos, dois localizados em Vientiane e outros nas cidades de Thakhek e Pakse.
Um dos dois bispos residentes em Vientiane supervisiona a diocese de Vientiane e é responsável pela parte central do país. O segundo bispo residente em Vientiane é o bispo de Luang Prabang. Ele foi designado para a parte norte do país, mas embora o governo não tenha permitido que ele assumisse seu cargo, ele permitiu que ele viajasse para visitar as congregações da igreja no norte. A propriedade da igreja em Luang Prabang foi confiscada depois de 1975, e não há mais um presbitério naquela cidade. Um centro de treinamento católico informal em Thakhek preparou um pequeno número de padres para servir à comunidade católica. Várias freiras estrangeiras servem temporariamente na diocese de Vientiane.
Não há dioceses no país, mas está dividido em quatro vicariatos apostólicos: o Vicariato Apostólico de Luang Prabang, o Vicariato Apostólico de Paksé, o Vicariato Apostólico de Savannakhet, e o Vicariato Apostólico de Vientiane.